# Marcel Desailly
Marcel Desailly, all'anagrafe Odonkey Abbey (Accra, 7 settembre 1968), è un ex calciatore ghanese naturalizzato francese, di ruolo difensore o centrocampista. Con la nazionale francese è stato campione del mondo nel 1998 e campione d'Europa nel 2000.
È stato inserito da Pelé nella FIFA 100, la speciale classifica che include i migliori 125 calciatori di ogni epoca ancora viventi.

## Biografia
Deve la cittadinanza francese al matrimonio di sua madre, Elizabeth Addy, cassiera in un negozio, con il console di Francia ad Accra, Marcel Louis Desailly, da cui prese il nome con cui è conosciuto, essendo il padre naturale un poligamo di cui la madre era la quinta moglie.
Nel 2003 ha prestato il suo nome per il videogioco Marcel Desailly Pro Soccer pubblicato da Gameloft.

## Caratteristiche tecniche
Ricopriva il ruolo di difensore o centrocampista centrale: forte fisicamente, si distingueva per l'aggressività e la sua capacità di recuperare palloni. In coincidenza con il trasferimento al Milan ha mostrato costanti miglioramenti anche in fase offensiva.

## Carriera

### Giocatore

#### Club

##### Nantes e Olympique Marsiglia
Stabilitosi a Nantes, in Francia, nel 1972, sia Marcel che suo fratello Seth Adonkor, di sette anni più anziano, entrarono nelle giovanili della squadra locale. Fu proprio suo fratello, morto a 23 anni per un incidente stradale, a iniziare il giovane Marcel al calcio.
Nel 1986, a 18 anni, Desailly divenne professionista ed esordì nel campionato francese. Nel 1992 si trasferì all'Olympique Marsiglia, vincendo la prima edizione della rinnovata Coppa dei Campioni, da quell'anno Champions League, nella finale di Monaco di Baviera contro il Milan.

##### Milan

Da sinistra: Desailly, Eranio, Baresi e Savićević a Milanello in vista della stagione 1995-1996

I dirigenti del Milan ingaggiarono Desailly nell'ottobre del 1993, per 10,7 miliardi di lire. L'esordio avvenne il 21 novembre contro il Napoli, battuto per 2-1 a San Siro in un incontro di Serie A. Qualche settimana dopo Desailly giocò la sfida di Coppa Intercontinentale persa dai rossoneri contro i brasiliani del San Paolo: i lombardi sostituivano nell'occasione proprio l'ex club di Desailly, l'Olympique Marsiglia, bandito dalle competizioni internazionali per via dell'affaire VA-OM.
L'allenatore Fabio Capello schierava la collaudata linea di difesa Tassotti-Baresi-Costacurta-Maldini, sicché Desailly iniziò a essere impiegato in posizione più avanzata, imponendosi rapidamente tra i migliori interpreti del ruolo di centrocampista difensivo nel panorama mondiale dell'epoca. Alla fine della stagione 1993-1994 il club milanese conquistò il double scudetto-UEFA Champions League, quest'ultima vinta battendo in finale il Barcellona per 4-0 anche con un gol di Desailly, il quale entrò così nel ristretto novero di calciatori laureatisi campioni d'Europa con due squadre diverse, nel suo caso consecutivamente.
L'annata 1994-1995, seppur condotta ad alti livelli in ambito internazionale, vide il Milan sconfitto dagli argentini del Vélez Sarsfield nella sfida di Coppa Intercontinentale, e dagli olandesi dell'Ajax nella finale di Champions League, ma aggiudicarsi la Supercoppa UEFA contro l'Arsenal nel febbraio 1995. Nell'annata seguente arrivò il secondo scudetto italiano di Desailly, trofeo che chiuse il ciclo di Capello a Milano. Dopo una deludente stagione per il club sul piano dei risultati, che vide comunque il francese perno della squadra, nella stagione 1997-1998 il Milan fu finalista di Coppa Italia, trofeo vinto dalla Lazio. Desailly chiuse l'esperienza meneghina con un bilancio di 186 presenze, tutte da titolare (7 gol), di cui 137 in Serie A (5 gol).

##### Chelsea

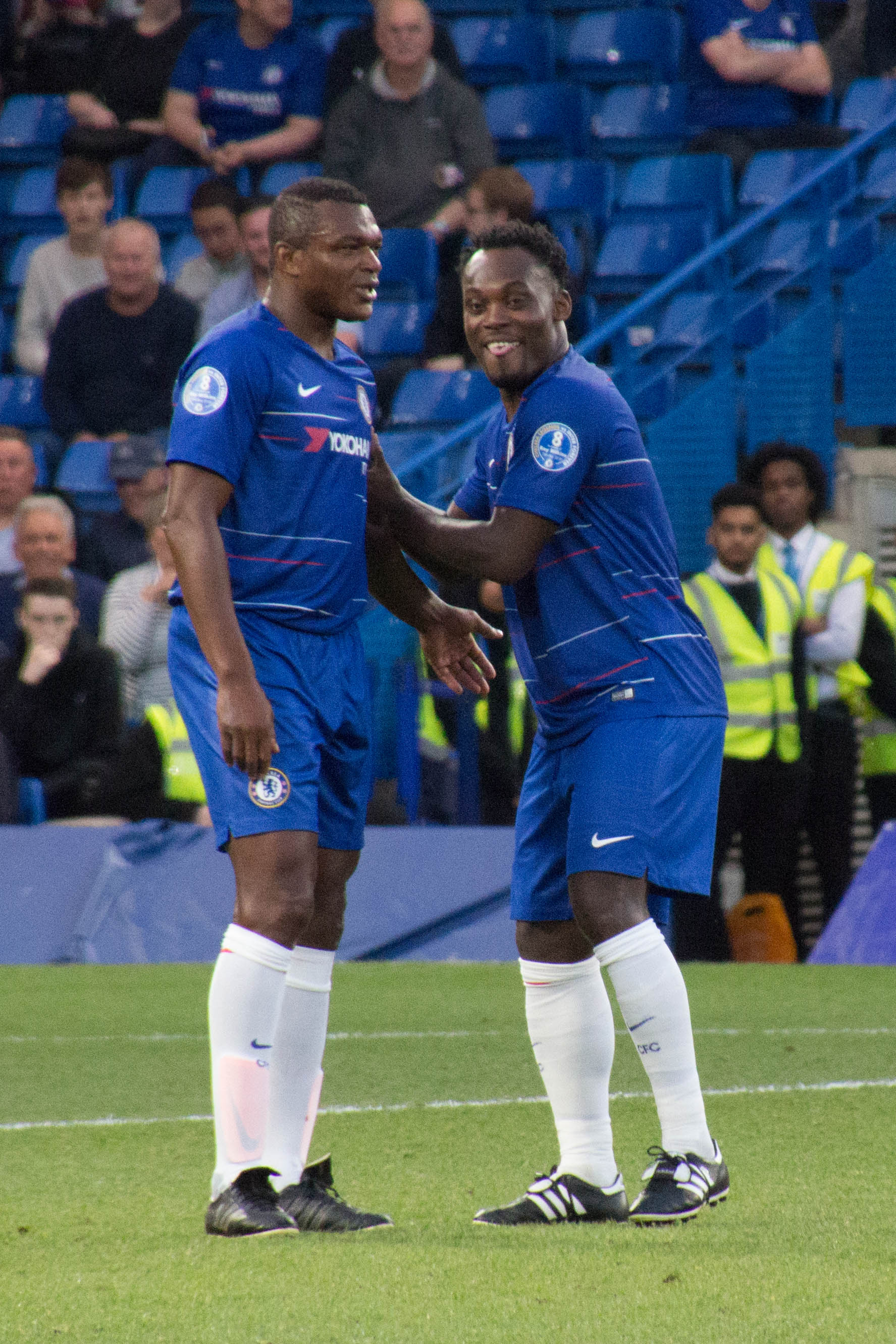
Desailly (a sinistra) nel 2018, ormai ex calciatore, durante una partita delle Legends, mentre scherza con Michael Essien.

Trasferitosi nel 1998 nella squadra londinese del Chelsea, Desailly vinse subito la Supercoppa UEFA contro il Real Madrid e, nel 1999-2000, il double Coppa d'Inghilterra-Charity Shield, in un'annata che lo vide tornare a giocare al fianco di Didier Deschamps, suo ex compagno di squadra a Marsiglia. Nel luglio 2001 fu nominato capitano dei Blues, nella cui veste disputò la finale della FA Cup 2001-2002, persa contro l'Arsenal. Nell'aprile 2003 fu inserito nella squadra-tipo delle prime dieci stagioni di Premier League da una votazione condotta tra 750 000 internauti provenienti da 184 paesi e organizzata dalla federazione inglese.
La stagione 2002-2003 si rivelò difficile sul piano personale, poiché condizionata da un infortunio, e anche l'annata successiva, in cui il Chelsea raggiunse per la prima volta le semifinali di Champions League, lo vide scendere in campo in sole 15 occasioni, a causa di altri guai fisici che gli fecero perdere la fascia di capitano a vantaggio di John Terry. Nel luglio 2004, con l'arrivo dell'allenatore José Mourinho, Desailly lasciò il Chelsea con un bilancio di 222 partite, di cui 94 con la fascia di capitano.

##### Ultimi anni
Spostatosi in Qatar per trascorrere gli ultimi anni di carriera, nella stagione 2004-2005 vinse il campionato nazionale di quel paese con la maglia dell'Al-Gharafa, emergendo anche a migliore marcatore del club per quella stagione. Prima del ritiro definitivo e del ritorno dalla sua famiglia in Francia alla fine del 2005, ha giocato qualche incontro anche con il Qatar SC.

#### Nazionale
Debuttò in nazionale nel 1993, nel corso di un disastroso girone di qualificazione al campionato del mondo 1994, nel quale la Francia mancò l'accesso alla fase finale, in programma negli Stati Uniti, a vantaggio della Bulgaria, a causa di due sconfitte interne contro la meno quotata Israele e, nella partita decisiva, contro gli stessi bulgari. Ma il selezionatore francese Aimé Jacquet ricostruì la squadra proprio a partire dalla difesa, che vedeva, oltre allo stesso Desailly, anche Blanc, Lizarazu e Thuram.

Desailly (in piedi, secondo da destra) in nazionale nel 1994

Dopo il buon campionato d'Europa 1996 in Inghilterra, che vide la Francia semifinalista e sconfitta solo ai tiri di rigore dalla Repubblica Ceca, il momento-clou della carriera di Desailly si ebbe nel biennio 1998-2000, allorché i Bleus dapprima trionfarono al campionato del mondo 1998 casalingo, battendo nella finale di Saint-Denis il Brasile per 3-0, e poi si confermarono al campionato d'Europa 2000 organizzato da Belgio e Paesi Bassi, dove nella finale di Rotterdam sconfissero gli storici rivali dell'Italia per 2-1 al golden goal.
Dopo la succitata vittoria continentale, il capitano francese Deschamps annunciò il proprio ritiro dalla nazionale, sicché proprio Desailly ne ereditò i gradi. Quest'ultimo fu capitano della selezione francese al campionato del mondo 2002, in cui la squadra allenata da Roger Lemerre deluse uscendo al primo turno. Nel 2003 il giocatore batté l'allora record di presenze nei Bleus: in totale furono 116 le sue gare in nazionale, l'ultima nel quarto di finale del campionato d'Europa 2004 in Portogallo, perso contro la Grecia, futura vincitrice del torneo.

### Dopo il ritiro
L'annuncio del ritiro ufficiale è avvenuto via radio nel maggio 2006, quando Desailly aveva già iniziato la sua attività di commentatore sportivo sulle frequenze di Europe 1. Durante il campionato del mondo 2006 in Germania è stato commentatore per la TV francese e per la britannica BBC. Dal 2018 è opinionista per BeIN Sports.
Nel marzo 2019 viene scelto dall'UEFA tra gli ambasciatori per il campionato d'Europa 2020.

## Statistiche

### Presenze e reti nei club
| Stagione                   | Squadra                    | Campionato                 | Campionato | Campionato | Coppe nazionali | Coppe nazionali | Coppe nazionali | Coppe continentali | Coppe continentali | Coppe continentali | Altre coppe | Altre coppe | Altre coppe | Totale | Totale |
| Stagione                   | Squadra                    | Comp                       | Pres       | Reti       | Comp            | Pres            | Reti            | Comp               | Pres               | Reti               | Comp        | Pres        | Reti        | Pres   | Reti   |
| -------------------------- | -------------------------- | -------------------------- | ---------- | ---------- | --------------- | --------------- | --------------- | ------------------ | ------------------ | ------------------ | ----------- | ----------- | ----------- | ------ | ------ |
| 1986-1987                  | Nantes                     | D1                         | 13         | 0          | CF              | 1               | 0               | CU                 | 2                  | 0                  | -           | -           | -           | 16     | 0      |
| 1987-1988                  | Nantes                     | D1                         | 11         | 0          | CF              | 1               | 0               | -                  | -                  | -                  | -           | -           | -           | 12     | 0      |
| 1988-1989                  | Nantes                     | D1                         | 36         | 1          | CF              | 4               | 0               | -                  | -                  | -                  | -           | -           | -           | 40     | 1      |
| 1989-1990                  | Nantes                     | D1                         | 36         | 1          | CF              | 3               | 0               | -                  | -                  | -                  | -           | -           | -           | 39     | 1      |
| 1990-1991                  | Nantes                     | D1                         | 34         | 1          | CF              | 4               | 0               | -                  | -                  | -                  | -           | -           | -           | 38     | 1      |
| 1991-1992                  | Nantes                     | D1                         | 32         | 2          | CF              | 1               | 0               | -                  | -                  | -                  | -           | -           | -           | 33     | 2      |
| Totale Nantes              | Totale Nantes              | Totale Nantes              | 162        | 5          |                 | 14              | 0               |                    | 2                  | 0                  |             | -           | -           | 178    | 5      |
| 1992-1993                  | Olympique Marsiglia        | D1                         | 31         | 1          | CF              | 3               | 0               | UCL                | 10                 | 1                  | -           | -           | -           | 44     | 2      |
| lug.-nov. 1993             | Olympique Marsiglia        | D1                         | 16         | 0          | CF              | 0               | 0               | -                  | -                  | -                  | -           | -           | -           | 16     | 0      |
| Totale Olympique Marsiglia | Totale Olympique Marsiglia | Totale Olympique Marsiglia | 47         | 1          |                 | 3               | 0               |                    | 10                 | 1                  |             | -           | -           | 60     | 2      |
| nov. 1993-1994             | Milan                      | A                          | 21         | 1          | CI              | 1               | 0               | UCL                | 6                  | 2                  | SU+CInt     | 2+1         | 0           | 31     | 3      |
| 1994-1995                  | Milan                      | A                          | 22         | 1          | CI              | 1               | 0               | UCL                | 10                 | 0                  | SU+CInt     | 2+1         | 0           | 36     | 1      |
| 1995-1996                  | Milan                      | A                          | 32         | 2          | CI              | 1               | 0               | CU                 | 7                  | 0                  | -           | -           | -           | 40     | 2      |
| 1996-1997                  | Milan                      | A                          | 29         | 1          | CI              | 3               | 0               | UCL                | 5                  | 0                  | SI          | 1           | 0           | 38     | 1      |
| 1997-1998                  | Milan                      | A                          | 33         | 0          | CI              | 8               | 0               | -                  | -                  | -                  | -           | -           | -           | 41     | 0      |
| Totale Milan               | Totale Milan               | Totale Milan               | 137        | 5          |                 | 14              | 0               |                    | 28                 | 2                  |             | 7           | 0           | 186    | 7      |
| 1998-1999                  | Chelsea                    | PL                         | 31         | 0          | FACup+CdL       | 6+0             | 0               | CdC                | 7                  | 1                  | SU          | 1           | 0           | 45     | 1      |
| 1999-2000                  | Chelsea                    | PL                         | 23         | 1          | FACup+CdL       | 4+0             | 0               | UCL                | 16                 | 0                  | -           | -           | -           | 43     | 1      |
| 2000-2001                  | Chelsea                    | PL                         | 34         | 2          | FACup+CdL       | 2+1             | 0               | CU                 | 1                  | 0                  | CS          | 1           | 0           | 39     | 2      |
| 2001-2002                  | Chelsea                    | PL                         | 24         | 1          | FACup+CdL       | 8+3             | 0               | CU                 | 2                  | 0                  | -           | -           | -           | 37     | 1      |
| 2002-2003                  | Chelsea                    | PL                         | 31         | 2          | FACup+CdL       | 1+0             | 0               | CU                 | 1                  | 0                  | -           | -           | -           | 33     | 2      |
| 2003-2004                  | Chelsea                    | PL                         | 15         | 0          | FACup+CdL       | 1+1             | 0               | UCL                | 8                  | 0                  | -           | -           | -           | 25     | 0      |
| Totale Chelsea             | Totale Chelsea             | Totale Chelsea             | 158        | 6          |                 | 27              | 0               |                    | 35                 | 1                  |             | 2           | 0           | 222    | 7      |
| 2004-2005                  | Al-Gharafa                 | QL                         | 28         | 6          | CQ              | ?               | ?               | -                  | -                  | -                  | -           | -           | -           | 28     | 6      |
| 2005-2006                  | Qatar SC                   | QL                         | 7          | 0          | CQ              | ?               | ?               | -                  | -                  | -                  | -           | -           | -           | 7      | 0      |
| Totale carriera            | Totale carriera            | Totale carriera            | 539        | 23         |                 | 68+             | 0+              |                    | 75                 | 4                  |             | 9           | 0           | 691    | 23+    |

### Cronologia presenze e reti in nazionale
| Cronologia completa delle presenze e delle reti in nazionale ― Francia | Cronologia completa delle presenze e delle reti in nazionale ― Francia | Cronologia completa delle presenze e delle reti in nazionale ― Francia | Cronologia completa delle presenze e delle reti in nazionale ― Francia | Cronologia completa delle presenze e delle reti in nazionale ― Francia | Cronologia completa delle presenze e delle reti in nazionale ― Francia | Cronologia completa delle presenze e delle reti in nazionale ― Francia | Cronologia completa delle presenze e delle reti in nazionale ― Francia |
| Data                                                                   | Città                                                                  | In casa                                                                | Risultato                                                              | Ospiti                                                                 | Competizione                                                           | Reti                                                                   | Note                                                                   |
| ---------------------------------------------------------------------- | ---------------------------------------------------------------------- | ---------------------------------------------------------------------- | ---------------------------------------------------------------------- | ---------------------------------------------------------------------- | ---------------------------------------------------------------------- | ---------------------------------------------------------------------- | ---------------------------------------------------------------------- |
| 22-8-1993                                                              | Stoccolma                                                              | Svezia                                                                 | 1 – 1                                                                  | Francia                                                                | Qual. Mondiali 1994                                                    | -                                                                      |                                                                        |
| 8-9-1993                                                               | Tampere                                                                | Finlandia                                                              | 0 – 2                                                                  | Francia                                                                | Qual. Mondiali 1994                                                    | -                                                                      |                                                                        |
| 13-10-1993                                                             | Parigi                                                                 | Francia                                                                | 2 – 3                                                                  | Israele                                                                | Qual. Mondiali 1994                                                    | -                                                                      |                                                                        |
| 17-11-1993                                                             | Parigi                                                                 | Francia                                                                | 1 – 2                                                                  | Bulgaria                                                               | Qual. Mondiali 1994                                                    | -                                                                      |                                                                        |
| 16-2-1994                                                              | Napoli                                                                 | Italia                                                                 | 0 – 1                                                                  | Francia                                                                | Amichevole                                                             | -                                                                      |                                                                        |
| 22-3-1994                                                              | Lione                                                                  | Francia                                                                | 3 – 1                                                                  | Cile                                                                   | Amichevole                                                             | -                                                                      |                                                                        |
| 29-5-1994                                                              | Tokyo                                                                  | Giappone                                                               | 1 – 4                                                                  | Francia                                                                | Kirin Cup 1994                                                         | -                                                                      |                                                                        |
| 17-8-1994                                                              | Bordeaux                                                               | Francia                                                                | 2 – 2                                                                  | Rep. Ceca                                                              | Amichevole                                                             | -                                                                      |                                                                        |
| 8-10-1994                                                              | Saint-Étienne                                                          | Francia                                                                | 0 – 0                                                                  | Romania                                                                | Qual. Euro 1996                                                        | -                                                                      |                                                                        |
| 16-11-1994                                                             | Zabrze                                                                 | Polonia                                                                | 0 – 0                                                                  | Francia                                                                | Qual. Euro 1996                                                        | -                                                                      |                                                                        |
| 13-12-1994                                                             | Trebisonda                                                             | Azerbaigian                                                            | 0 – 2                                                                  | Francia                                                                | Qual. Euro 1996                                                        | -                                                                      |                                                                        |
| 18-1-1995                                                              | Utrecht                                                                | Paesi Bassi                                                            | 0 – 1                                                                  | Francia                                                                | Amichevole                                                             | -                                                                      |                                                                        |
| 29-3-1995                                                              | Ramat Gan                                                              | Israele                                                                | 0 – 0                                                                  | Francia                                                                | Qual. Euro 1996                                                        | -                                                                      |                                                                        |
| 26-4-1995                                                              | Nantes                                                                 | Francia                                                                | 4 – 0                                                                  | Slovacchia                                                             | Qual. Euro 1996                                                        | -                                                                      |                                                                        |
| 16-8-1995                                                              | Parigi                                                                 | Francia                                                                | 1 – 1                                                                  | Polonia                                                                | Qual. Euro 1996                                                        | -                                                                      |                                                                        |
| 6-9-1995                                                               | Auxerre                                                                | Francia                                                                | 10 – 0                                                                 | Azerbaigian                                                            | Qual. Euro 1996                                                        | 1                                                                      | Cap.                                                                   |
| 11-10-1995                                                             | Bucarest                                                               | Romania                                                                | 1 – 3                                                                  | Francia                                                                | Qual. Euro 1996                                                        | -                                                                      |                                                                        |
| 15-11-1995                                                             | Caen                                                                   | Francia                                                                | 2 – 0                                                                  | Israele                                                                | Qual. Euro 1996                                                        | -                                                                      |                                                                        |
| 24-1-1996                                                              | Parigi                                                                 | Francia                                                                | 3 – 2                                                                  | Portogallo                                                             | Amichevole                                                             | -                                                                      | Cap.                                                                   |
| 21-2-1996                                                              | Nîmes                                                                  | Francia                                                                | 3 – 1                                                                  | Grecia                                                                 | Amichevole                                                             | -                                                                      |                                                                        |
| 29-5-1996                                                              | Strasburgo                                                             | Francia                                                                | 2 – 0                                                                  | Finlandia                                                              | Amichevole                                                             | -                                                                      | Cap.                                                                   |
| 1-6-1996                                                               | Stoccarda                                                              | Germania                                                               | 0 – 1                                                                  | Francia                                                                | Amichevole                                                             | -                                                                      |                                                                        |
| 5-6-1996                                                               | Bordeaux                                                               | Francia                                                                | 2 – 0                                                                  | Armenia                                                                | Amichevole                                                             | -                                                                      |                                                                        |
| 10-6-1996                                                              | Newcastle upon Tyne                                                    | Romania                                                                | 0 – 1                                                                  | Francia                                                                | Euro 1996 - 1º turno                                                   | -                                                                      |                                                                        |
| 15-6-1996                                                              | Leeds                                                                  | Francia                                                                | 1 – 1                                                                  | Spagna                                                                 | Euro 1996 - 1º turno                                                   | -                                                                      |                                                                        |
| 18-6-1996                                                              | Newcastle upon Tyne                                                    | Francia                                                                | 3 – 1                                                                  | Bulgaria                                                               | Euro 1996 - 1º turno                                                   | -                                                                      |                                                                        |
| 22-6-1996                                                              | Liverpool                                                              | Paesi Bassi                                                            | 0 – 0 dts (4 – 5 dtr)                                                  | Francia                                                                | Euro 1996 - Quarti di finale                                           | -                                                                      |                                                                        |
| 26-6-1996                                                              | Manchester                                                             | Rep. Ceca                                                              | 0 – 0 dts (6 – 5 dtr)                                                  | Francia                                                                | Euro 1996 - Semifinale                                                 | -                                                                      |                                                                        |
| 31-8-1996                                                              | Parigi                                                                 | Francia                                                                | 2 – 0                                                                  | Messico                                                                | Amichevole                                                             | -                                                                      |                                                                        |
| 9-11-1996                                                              | Copenaghen                                                             | Danimarca                                                              | 1 – 0                                                                  | Francia                                                                | Amichevole                                                             | -                                                                      |                                                                        |
| 22-1-1997                                                              | Braga                                                                  | Portogallo                                                             | 0 – 2                                                                  | Francia                                                                | Amichevole                                                             | -                                                                      |                                                                        |
| 26-2-1997                                                              | Parigi                                                                 | Francia                                                                | 2 – 1                                                                  | Paesi Bassi                                                            | Amichevole                                                             | -                                                                      |                                                                        |
| 2-4-1997                                                               | Parigi                                                                 | Francia                                                                | 1 – 0                                                                  | Svezia                                                                 | Amichevole                                                             | -                                                                      |                                                                        |
| 3-6-1997                                                               | Lione                                                                  | Francia                                                                | 1 – 0                                                                  | Brasile                                                                | Amichevole                                                             | -                                                                      |                                                                        |
| 11-6-1997                                                              | Parigi                                                                 | Francia                                                                | 2 – 2                                                                  | Italia                                                                 | Amichevole                                                             | -                                                                      |                                                                        |
| 11-10-1997                                                             | Lens                                                                   | Francia                                                                | 2 – 1                                                                  | Sudafrica                                                              | Amichevole                                                             | -                                                                      |                                                                        |
| 12-11-1997                                                             | Saint-Denis                                                            | Francia                                                                | 2 – 1                                                                  | Scozia                                                                 | Amichevole                                                             | -                                                                      |                                                                        |
| 28-1-1998                                                              | Saint-Denis                                                            | Francia                                                                | 1 – 0                                                                  | Spagna                                                                 | Amichevole                                                             | -                                                                      |                                                                        |
| 25-2-1998                                                              | Marsiglia                                                              | Francia                                                                | 3 – 3                                                                  | Norvegia                                                               | Amichevole                                                             | 1                                                                      |                                                                        |
| 25-3-1998                                                              | Mosca                                                                  | Russia                                                                 | 1 – 0                                                                  | Francia                                                                | Amichevole                                                             | -                                                                      |                                                                        |
| 27-5-1998                                                              | Casablanca                                                             | Francia                                                                | 1 – 0                                                                  | Belgio                                                                 | Trofeo di calcio Hassan II 1998                                        | -                                                                      |                                                                        |
| 5-6-1998                                                               | Helsinki                                                               | Finlandia                                                              | 0 – 1                                                                  | Francia                                                                | Amichevole                                                             | -                                                                      |                                                                        |
| 12-6-1998                                                              | Marsiglia                                                              | Francia                                                                | 3 – 0                                                                  | Sudafrica                                                              | Mondiali 1998 - 1º turno                                               | -                                                                      |                                                                        |
| 18-6-1998                                                              | Saint-Denis                                                            | Francia                                                                | 4 – 0                                                                  | Arabia Saudita                                                         | Mondiali 1998 - 1º turno                                               | -                                                                      |                                                                        |
| 24-6-1998                                                              | Lione                                                                  | Danimarca                                                              | 1 – 2                                                                  | Francia                                                                | Mondiali 1998 - 1º turno                                               | -                                                                      | Cap.                                                                   |
| 28-6-1998                                                              | Lens                                                                   | Francia                                                                | 1 – 0 gg                                                               | Paraguay                                                               | Mondiali 1998 - Ottavi di finale                                       | -                                                                      |                                                                        |
| 3-7-1998                                                               | Saint-Denis                                                            | Italia                                                                 | 0 – 0 dts (3 – 4 dtr)                                                  | Francia                                                                | Mondiali 1998 - Quarti di finale                                       | -                                                                      |                                                                        |
| 8-7-1998                                                               | Saint-Denis                                                            | Francia                                                                | 2 – 1                                                                  | Croazia                                                                | Mondiali 1998 - Semifinale                                             | -                                                                      |                                                                        |
| 12-7-1998                                                              | Saint-Denis                                                            | Brasile                                                                | 0 – 3                                                                  | Francia                                                                | Mondiali 1998 - Finale                                                 | -                                                                      |                                                                        |
| 10-10-1998                                                             | Mosca                                                                  | Russia                                                                 | 2 – 3                                                                  | Francia                                                                | Qual. Euro 2000                                                        | -                                                                      |                                                                        |
| 20-1-1999                                                              | Marsiglia                                                              | Francia                                                                | 1 – 0                                                                  | Marocco                                                                | Amichevole                                                             | -                                                                      | Cap.                                                                   |
| 10-2-1999                                                              | Londra                                                                 | Inghilterra                                                            | 0 – 2                                                                  | Francia                                                                | Amichevole                                                             | -                                                                      |                                                                        |
| 27-3-1999                                                              | Saint-Denis                                                            | Francia                                                                | 0 – 0                                                                  | Ucraina                                                                | Amichevole                                                             | -                                                                      |                                                                        |
| 31-3-1999                                                              | Saint-Denis                                                            | Francia                                                                | 2 – 0                                                                  | Armenia                                                                | Qual. Euro 2000                                                        | -                                                                      |                                                                        |
| 5-6-1999                                                               | Saint-Denis                                                            | Francia                                                                | 2 – 3                                                                  | Russia                                                                 | Qual. Euro 2000                                                        | -                                                                      |                                                                        |
| 9-6-1999                                                               | Barcellona                                                             | Andorra                                                                | 0 – 1                                                                  | Francia                                                                | Qual. Euro 2000                                                        | -                                                                      | Cap.                                                                   |
| 18-8-1999                                                              | Belfast                                                                | Irlanda del Nord                                                       | 0 – 1                                                                  | Francia                                                                | Amichevole                                                             | -                                                                      |                                                                        |
| 4-9-1999                                                               | Kiev                                                                   | Ucraina                                                                | 0 – 0                                                                  | Francia                                                                | Qual. Euro 2000                                                        | -                                                                      |                                                                        |
| 8-9-1999                                                               | Erevan                                                                 | Armenia                                                                | 2 – 3                                                                  | Francia                                                                | Qual. Euro 2000                                                        | -                                                                      |                                                                        |
| 9-10-1999                                                              | Saint-Denis                                                            | Francia                                                                | 3 – 2                                                                  | Islanda                                                                | Qual. Euro 2000                                                        | -                                                                      |                                                                        |
| 13-11-1999                                                             | Saint-Denis                                                            | Francia                                                                | 3 – 0                                                                  | Croazia                                                                | Amichevole                                                             | -                                                                      | Cap.                                                                   |
| 23-2-2000                                                              | Saint-Denis                                                            | Francia                                                                | 1 – 0                                                                  | Polonia                                                                | Amichevole                                                             | -                                                                      |                                                                        |
| 29-3-2000                                                              | Glasgow                                                                | Scozia                                                                 | 0 – 2                                                                  | Francia                                                                | Amichevole                                                             | -                                                                      |                                                                        |
| 28-5-2000                                                              | Zagabria                                                               | Croazia                                                                | 0 – 2                                                                  | Francia                                                                | Amichevole                                                             | -                                                                      |                                                                        |
| 4-6-2000                                                               | Casablanca                                                             | Giappone                                                               | 2 – 2 (2 - 4 dtr)                                                      | Francia                                                                | Trofeo di calcio Hassan II 2000 - Semifinale                           | -                                                                      |                                                                        |
| 6-6-2000                                                               | Casablanca                                                             | Marocco                                                                | 1 – 5                                                                  | Francia                                                                | Trofeo di calcio Hassan II 2000 - Finale                               | -                                                                      | Cap.                                                                   |
| 11-6-2000                                                              | Bruges                                                                 | Francia                                                                | 3 – 0                                                                  | Danimarca                                                              | Euro 2000 - 1º turno                                                   | -                                                                      |                                                                        |
| 16-6-2000                                                              | Bruges                                                                 | Rep. Ceca                                                              | 1 – 2                                                                  | Francia                                                                | Euro 2000 - 1º turno                                                   | -                                                                      |                                                                        |
| 21-6-2000                                                              | Amsterdam                                                              | Paesi Bassi                                                            | 3 – 2                                                                  | Francia                                                                | Euro 2000 - 1º turno                                                   | -                                                                      | Cap.                                                                   |
| 25-6-2000                                                              | Bruges                                                                 | Francia                                                                | 2 – 1                                                                  | Spagna                                                                 | Euro 2000 - Quarti di finale                                           | -                                                                      |                                                                        |
| 28-6-2000                                                              | Bruxelles                                                              | Portogallo                                                             | 1 – 2 gg                                                               | Francia                                                                | Euro 2000 - Semifinale                                                 | -                                                                      |                                                                        |
| 2-7-2000                                                               | Rotterdam                                                              | Francia                                                                | 2 – 1 gg                                                               | Italia                                                                 | Euro 2000 - Finale                                                     | -                                                                      |                                                                        |
| 16-8-2000                                                              | Marsiglia                                                              | Francia                                                                | 5 – 1                                                                  | World Stars                                                            | Amichevole                                                             | -                                                                      |                                                                        |
| 2-9-2000                                                               | Saint-Denis                                                            | Francia                                                                | 1 – 1                                                                  | Inghilterra                                                            | Amichevole                                                             | -                                                                      |                                                                        |
| 4-10-2000                                                              | Saint-Denis                                                            | Francia                                                                | 1 – 1                                                                  | Camerun                                                                | Amichevole                                                             | -                                                                      | Cap.                                                                   |
| 7-10-2000                                                              | Johannesburg                                                           | Sudafrica                                                              | 0 – 0                                                                  | Francia                                                                | Amichevole                                                             | -                                                                      | Cap.                                                                   |
| 15-11-2000                                                             | Istanbul                                                               | Turchia                                                                | 0 – 4                                                                  | Francia                                                                | Amichevole                                                             | -                                                                      | Cap.                                                                   |
| 27-2-2001                                                              | Saint-Étienne                                                          | Francia                                                                | 1 – 0                                                                  | Germania                                                               | Amichevole                                                             | -                                                                      | Cap.                                                                   |
| 24-3-2001                                                              | Saint-Denis                                                            | Francia                                                                | 5 – 0                                                                  | Giappone                                                               | Amichevole                                                             | -                                                                      | Cap.                                                                   |
| 28-3-2001                                                              | Valencia                                                               | Spagna                                                                 | 2 – 1                                                                  | Francia                                                                | Amichevole                                                             | -                                                                      | Cap.                                                                   |
| 25-4-2001                                                              | Bordeaux                                                               | Francia                                                                | 4 – 0                                                                  | Portogallo                                                             | Amichevole                                                             | -                                                                      | Cap.                                                                   |
| 30-5-2001                                                              | Taegu                                                                  | Francia                                                                | 5 – 0                                                                  | Corea del Sud                                                          | Conf. Cup 2001 - 1º turno                                              | -                                                                      | Cap.                                                                   |
| 3-6-2001                                                               | Ulsan                                                                  | Messico                                                                | 0 – 4                                                                  | Francia                                                                | Conf. Cup 2001 - 1º turno                                              | -                                                                      | Cap.                                                                   |
| 7-6-2001                                                               | Suwon                                                                  | Francia                                                                | 2 – 1                                                                  | Brasile                                                                | Conf. Cup 2001 - Semifinale                                            | 1                                                                      | Cap.                                                                   |
| 10-6-2001                                                              | Yokohama                                                               | Giappone                                                               | 0 – 1                                                                  | Francia                                                                | Conf. Cup 2001 - Finale                                                | -                                                                      | Cap.                                                                   |
| 15-8-2001                                                              | Nantes                                                                 | Francia                                                                | 1 – 0                                                                  | Danimarca                                                              | Amichevole                                                             | -                                                                      | Cap.                                                                   |
| 1-9-2001                                                               | Santiago del Cile                                                      | Cile                                                                   | 2 – 1                                                                  | Francia                                                                | Amichevole                                                             | -                                                                      | Cap.                                                                   |
| 6-10-2001                                                              | Bordeaux                                                               | Francia                                                                | 4 – 1                                                                  | Algeria                                                                | Amichevole                                                             | -                                                                      | Cap.                                                                   |
| 11-11-2001                                                             | Melbourne                                                              | Australia                                                              | 1 – 1                                                                  | Francia                                                                | Amichevole                                                             | -                                                                      | Cap.                                                                   |
| 13-2-2002                                                              | Saint-Denis                                                            | Francia                                                                | 2 – 1                                                                  | Romania                                                                | Amichevole                                                             | -                                                                      | Cap.                                                                   |
| 27-3-2002                                                              | Saint-Denis                                                            | Francia                                                                | 5 – 0                                                                  | Scozia                                                                 | Amichevole                                                             | -                                                                      | Cap.                                                                   |
| 17-4-2002                                                              | Saint-Denis                                                            | Francia                                                                | 0 – 0                                                                  | Russia                                                                 | Amichevole                                                             | -                                                                      | Cap.                                                                   |
| 18-5-2002                                                              | Saint-Denis                                                            | Francia                                                                | 1 – 2                                                                  | Belgio                                                                 | Amichevole                                                             | -                                                                      | Cap.                                                                   |
| 26-5-2002                                                              | Suwon                                                                  | Corea del Sud                                                          | 2 – 3                                                                  | Francia                                                                | Amichevole                                                             | -                                                                      | Cap.                                                                   |
| 31-5-2002                                                              | Seul                                                                   | Senegal                                                                | 1 – 0                                                                  | Francia                                                                | Mondiali 2002 - 1º turno                                               | -                                                                      | Cap.                                                                   |
| 6-6-2002                                                               | Pusan                                                                  | Francia                                                                | 0 – 0                                                                  | Uruguay                                                                | Mondiali 2002 - 1º turno                                               | -                                                                      | Cap.                                                                   |
| 11-6-2002                                                              | Incheon                                                                | Danimarca                                                              | 2 – 0                                                                  | Francia                                                                | Mondiali 2002 - 1º turno                                               | -                                                                      | Cap.                                                                   |
| 21-8-2002                                                              | Radès                                                                  | Tunisia                                                                | 1 – 1                                                                  | Francia                                                                | Amichevole                                                             | -                                                                      |                                                                        |
| 7-9-2002                                                               | Strovolos                                                              | Cipro                                                                  | 1 – 2                                                                  | Francia                                                                | Qual. Euro 2004                                                        | -                                                                      | Cap.                                                                   |
| 12-10-2002                                                             | Saint-Denis                                                            | Francia                                                                | 5 – 0                                                                  | Slovenia                                                               | Qual. Euro 2004                                                        | -                                                                      | Cap.                                                                   |
| 16-10-2002                                                             | Ta' Qali                                                               | Malta                                                                  | 0 – 4                                                                  | Francia                                                                | Qual. Euro 2004                                                        | -                                                                      | Cap.                                                                   |
| 20-11-2002                                                             | Marsiglia                                                              | Francia                                                                | 3 – 0                                                                  | Jugoslavia                                                             | Amichevole                                                             | -                                                                      | Cap.                                                                   |
| 12-2-2003                                                              | Saint-Denis                                                            | Francia                                                                | 0 – 2                                                                  | Rep. Ceca                                                              | Amichevole                                                             | -                                                                      | Cap.                                                                   |
| 30-4-2003                                                              | Saint-Denis                                                            | Francia                                                                | 5 – 0                                                                  | Egitto                                                                 | Amichevole                                                             | -                                                                      |                                                                        |
| 18-6-2003                                                              | Lione                                                                  | Francia                                                                | 1 – 0                                                                  | Singapore                                                              | Conf. Cup 2003 - 1º turno                                              | -                                                                      | Cap.                                                                   |
| 22-6-2003                                                              | Bordeaux                                                               | Francia                                                                | 5 – 0                                                                  | Nuova Zelanda                                                          | Conf. Cup 2003 - 1º turno                                              | -                                                                      | Cap.                                                                   |
| 26-6-2003                                                              | Saint-Denis                                                            | Turchia                                                                | 2 – 3                                                                  | Francia                                                                | Conf. Cup 2003 - 1º turno                                              | -                                                                      | Cap.                                                                   |
| 29-6-2003                                                              | Saint-Denis                                                            | Francia                                                                | 1 – 0 dts                                                              | Camerun                                                                | Conf. Cup 2003 - Semifinale                                            | -                                                                      | Cap.                                                                   |
| 20-8-2003                                                              | Lancy                                                                  | Svizzera                                                               | 0 – 2                                                                  | Francia                                                                | Amichevole                                                             | -                                                                      | Cap.                                                                   |
| 6-9-2003                                                               | Saint-Denis                                                            | Francia                                                                | 5 – 0                                                                  | Cipro                                                                  | Qual. Euro 2004                                                        | -                                                                      | Cap.                                                                   |
| 10-9-2003                                                              | Lubiana                                                                | Slovenia                                                               | 0 – 2                                                                  | Francia                                                                | Qual. Euro 2004                                                        | -                                                                      | Cap.                                                                   |
| 18-2-2004                                                              | Bruxelles                                                              | Belgio                                                                 | 0 – 2                                                                  | Francia                                                                | Amichevole                                                             | -                                                                      | Cap.                                                                   |
| 31-3-2004                                                              | Rotterdam                                                              | Paesi Bassi                                                            | 0 – 0                                                                  | Francia                                                                | Amichevole                                                             | -                                                                      | Cap.                                                                   |
| 20-5-2004                                                              | Saint-Denis                                                            | Francia                                                                | 0 – 0                                                                  | Brasile                                                                | Amichevole                                                             | -                                                                      | Cap.                                                                   |
| 28-5-2004                                                              | Montpellier                                                            | Francia                                                                | 4 – 0                                                                  | Andorra                                                                | Amichevole                                                             | -                                                                      | Cap.                                                                   |
| 17-6-2004                                                              | Leiria                                                                 | Croazia                                                                | 2 – 2                                                                  | Francia                                                                | Euro 2004 - 1º turno                                                   | -                                                                      | Cap.                                                                   |
| Totale                                                                 |                                                                        | Presenze (6º posto)                                                    | 116                                                                    |                                                                        | Reti                                                                   | 3                                                                      |                                                                        |

### Record
- Uno dei tre calciatori vincitori della Coppa dei Campioni/UEFA Champions League con due squadre differenti in due anni consecutivi (nel suo caso, Olympique Marsiglia, 1992-93 e Milan, 1993-94; peraltro Desailly vinse la sua prima Champions League proprio contro il Milan); condivide il record con Paulo Sousa (Juventus, 1995-96 e Borussia Dortmund, 1996-97; Sousa vinse invece la sua seconda Champions League contro la sua ex squadra) e Samuel Eto'o (Barcellona, 2008-09 e Inter, 2009-10).

## Palmarès

### Club

#### Competizioni nazionali
- Campionato francese: 1  (revocato)

Olympique Marsiglia: 1992-1993
- Campionato italiano: 2

Milan: 1993-1994, 1995-1996
- Supercoppa italiana: 1

Milan: 1994
- Coppa d'Inghilterra: 1

Chelsea: 1999-2000
- Charity Shield: 1

Chelsea: 2000
- Campionato qatariota: 1

Al Gharafa: 2004-2005

#### Competizioni internazionali
- UEFA Champions League: 2

Olympique Marsiglia: 1992-1993
Milan: 1993-1994
- Supercoppa UEFA: 2

Milan: 1994
Chelsea: 1998

### Nazionale
- Campionato mondiale: 1

Francia 1998
- Campionato d'Europa: 1

Belgio-Paesi Bassi 2000
- Confederations Cup: 2

Corea del Sud-Giappone 2001
Francia 2003

### Individuale
- Inserito nella FIFA 100 (2004)
- Inserito tra le “Leggende del calcio” del Golden Foot (2017)
- Candidato al Dream Team del Pallone d'oro (2020)